# Тиг, Маршалл
Маршалл Рейнольд Тиг (англ. Marshall Reynold Teague; род. 16 апреля 1953; Ньюпорт, Теннесси, США) – американский актёр. 
Наиболее известен по фильмам «Дом у дороги» (1989), «Скала» (1996), «Армагеддон» (1998).

## Карьера
Сыграл Джимми, главного помощника злодея в исполнении Бена Газарры в культовом фильме «Дом у дороги» с Патриком Суэйзи. Джимми появляется в самой известной сцене фильма.
Также сыграл в сериалах «Крутой Уокер: Правосудие по-техасски» и «Вавилон-5».

## Личная жизнь
Ветеран Вьетнамской войны. Живёт в Техасе. Женат.